# Istanbul Bisons
Gli Istanbul Bisons sono una squadra di football americano di Istanbul, in Turchia, fondata nel 2023.

## Dettaglio stagioni

### Tornei nazionali

#### 1. Lig
| Stagione | regular season | regular season | regular season | regular season | regular season | regular season | playoff | playoff | playoff | playoff | playoff | playoff   | playoff    |
|          | Vin            | Par            | Per            | Tot            | PF             | PS             | Vin     | Per     | Tot     | PF      | PS      | risultato | avversaria |
| -------- | -------------- | -------------- | -------------- | -------------- | -------------- | -------------- | ------- | ------- | ------- | ------- | ------- | --------- | ---------- |
| 2023     | 5              | 0              | 2              | 7              | 144            | 80             | 1       | 1       | 2       | 28      | 27      | Finale    | Koç Rams   |
| 2024     | 3              | 0              | 4              | 7              | 94             | 90             | -       | -       | -       | -       | -       | -         | -          |
| Totale   | 8              | 0              | 6              | 14             | 238            | 170            | 1       | 1       | 2       | 28      | 27      |           |            |

Fonti: Enciclopedia del Football - A cura di Massimo Mezzetti

### Riepilogo fasi finali disputate
| Anno              | Luogo | Evento | Fase del torneo | Incontro                   | Risultato |
| 24 settembre 2023 |       | 1. Lig | Finale          | Koç Rams - Istanbul Bisons | 17 - 14   |